# Jenő Tóth
Jenő Tóth (17 dicembre 1901 – 1959) è stato un calciatore ungherese, di ruolo centrocampista.

## Carriera
Cominciò la sua carriera militando nel Kispest (l'odierno Honvéd). Debuttò nel massimo campionato ungherese il 29 agosto 1920 in BAK-Kispest 0-1. Nella sua prima stagione totalizzò 16 presenze e zero reti. Dopo due stagioni di cui non si hanno dati, disputò 7 partite nel campionato 1923-24 e 2 nel 1924-25.
Nel 1925 si trasferì all'Internaples, compagine di Napoli militante nel massimo campionato italiano (che all'epoca era denominato Prima Divisione). Disputò 17 partite segnando due reti, e l'Internaples vinse sia il girone eliminatorio campano sia il girone di semifinale raggiungendo la finale della Lega Sud che però perse contro l'Alba di Roma.
Nel 1926 tornò in Ungheria trasferendosi al Bástya dove militò per cinque stagioni nel massimo campionato ungherese totalizzando 95 presenze e una rete. Nel 1932-1933 chiuse la carriera nel Szeged scendendo in campo in una sola occasione, il 4 settembre 1932 in Szegedi-Ujpest 0-1, che fu anche la sua ultima partita (almeno nel massimo campionato ungherese).
Seppur per breve tempo, entrò nel giro della nazionale ungherese scendendo in campo però in una sola occasione, il 19 dicembre 1926 in Spagna-Ungheria 4-2.

## Statistiche

### Presenze e reti nei club
| Stagione        | Squadra         | Campionato      | Campionato | Campionato | Coppe nazionali | Coppe nazionali | Coppe nazionali | Coppe continentali | Coppe continentali | Coppe continentali | Altre coppe | Altre coppe | Altre coppe | Totale | Totale |
| Stagione        | Squadra         | Comp            | Pres       | Reti       | Comp            | Pres            | Reti            | Comp               | Pres               | Reti               | Comp        | Pres        | Reti        | Pres   | Reti   |
| --------------- | --------------- | --------------- | ---------- | ---------- | --------------- | --------------- | --------------- | ------------------ | ------------------ | ------------------ | ----------- | ----------- | ----------- | ------ | ------ |
| 1920-1921       | Kispest         | NB I            | 16         | 0          |                 | -               | -               | -                  | -                  | -                  | -           | -           | -           | -      | -      |
| 1923-1924       | Kispest         | NB I            | 7          | 0          |                 | -               | -               | -                  | -                  | -                  | -           | -           | -           | -      | -      |
| 1924-1925       | Kispest         | NB I            | 2          | 0          |                 | -               | -               | -                  | -                  | -                  | -           | -           | -           | -      | -      |
| 1925-1926       | Internaples     | 1D              | 17         | 2          |                 | -               | -               | -                  | -                  | -                  | -           | -           | -           | -      | -      |
| 1926-1927       | Bástya          | NB I            | 18         | 0          |                 | -               | -               | -                  | -                  | -                  | -           | -           | -           | -      | -      |
| 1927-1928       | Bástya          | NB I            | 18         | 0          |                 | -               | -               | -                  | -                  | -                  | -           | -           | -           | -      | -      |
| 1928-1929       | Bástya          | NB I            | 22         | 0          |                 | -               | -               | -                  | -                  | -                  | -           | -           | -           | -      | -      |
| 1929-1930       | Bástya          | NB I            | 15         | 1          |                 | -               | -               | -                  | -                  | -                  | -           | -           | -           | -      | -      |
| 1930-1931       | Bástya          | NB I            | 22         | 0          |                 | -               | -               | -                  | -                  | -                  | -           | -           | -           | -      | -      |
| 1932-1933       | Szeged          | NB I            | 1          | 0          |                 | -               | -               | -                  | -                  | -                  | -           | -           | -           | -      | -      |
| Totale carriera | Totale carriera | Totale carriera | 138        | 2          |                 | -               | -               |                    | -                  | -                  |             | -           | -           | 138    | 2      |

### Cronologia presenze e reti in nazionale
| Cronologia completa delle presenze e delle reti in nazionale ― Ungheria | Cronologia completa delle presenze e delle reti in nazionale ― Ungheria | Cronologia completa delle presenze e delle reti in nazionale ― Ungheria | Cronologia completa delle presenze e delle reti in nazionale ― Ungheria | Cronologia completa delle presenze e delle reti in nazionale ― Ungheria | Cronologia completa delle presenze e delle reti in nazionale ― Ungheria | Cronologia completa delle presenze e delle reti in nazionale ― Ungheria | Cronologia completa delle presenze e delle reti in nazionale ― Ungheria |
| Data                                                                    | Città                                                                   | In casa                                                                 | Risultato                                                               | Ospiti                                                                  | Competizione                                                            | Reti                                                                    | Note                                                                    |
| ----------------------------------------------------------------------- | ----------------------------------------------------------------------- | ----------------------------------------------------------------------- | ----------------------------------------------------------------------- | ----------------------------------------------------------------------- | ----------------------------------------------------------------------- | ----------------------------------------------------------------------- | ----------------------------------------------------------------------- |
| 19-12-1926                                                              | Vigo                                                                    | Spagna                                                                  | 4 – 2                                                                   | Ungheria                                                                | Amichevole                                                              | -                                                                       | 17’                                                                     |
| Totale                                                                  |                                                                         | Presenze                                                                | 1                                                                       |                                                                         | Reti                                                                    | 0                                                                       |                                                                         |